# Bruno Prada
Bruno Prada, född den 31 juli 1971 i São Paulo, är en brasiliansk seglare.
Han tog OS-brons i starbåt i samband med de olympiska seglingstävlingarna 2012 i London.